# Palm Desert
Palm Desert es una ciudad en el condado de Riverside, California (Estados Unidos), en el Valle Coachella (área de Palm Springs), aproximadamente a 11 millas al este de Palm Springs. La población era de 51,163 habitantes en el censo de 2020. Otras ciudades en el Valle Coachella son Cathedral City, Coachella, Desert Hot Springs, Indian Wells, Indio, La Quinta, Palm Springs y Rancho Mirage. Palm Desert es una de las ciudades dentro del estado de California con un desarrollo urbano más rápido en las décadas de 1980 y 1990; en 1980 tenía 11.801 residentes, doblando a 23.650 en 1990, 35.000 en 1995, y doblando la población de 1990 en el 2000.

## Demografía
Palm Desert es el centro de mayor desarrollo en el área de Palm Springs. Palm Desert es un centro muy popular de concentración de pensionistas que vienen huyendo de los fríos inviernos de Canadá y del resto de los Estados Unidos, quienes engrosan su población durante estos meses.
Según el censo americano de 2000, su población era de 41.155 habitantes. 
En 2006, fue estimada una población de 47.047, un aumento de 5.892 (14,3%).

## Localidades de la vecindad
El diagrama siguiente representa las localidades en un radio de 16 km alrededor de Palm Desert. 

## Geografía
De acuerdo con el United States Census Bureau tiene un área de 63,7 km², de los cuales 63,1 km² son de tierra y 0,6 km² cubiertos por agua. 
Palm Desert se ubica a 33°43′32″N 116°22′10″O / 33.72556, -116.36944 (33.725542, -116.369444).

## Ciudades hermanadas
Palm Desert se encuentra enmarcada en el programa de hermanamiento de ciudades del mundo, designado por el Sister Cities International Inc (SCI)  Aquí se encuentran seis ciudades hermanadas con Palm Desert.
- Wollongong, Australia
- Osoyoos (Columbia Británica), Canadá
- Haifa
- La Paz (Baja California Sur), México
- Ixtapa, México[3]
- Gisborne (Nueva Zelanda)
- Port Elizabeth (África del Sur)

Palm Desert tiene un programa de intercambio comunitario con 
- Ketchikan, EE. UU.

## Puntos de interés
- Jardín Botánico y Zoológico Living Desert
- El Paseo, el centro de Palm Desert, y su calle comercial principal
- Sun City Palm Desert, una  comunidad englobada
- College of the Desert
- Palm Desert Spinys, un equipo semiprofesional de soccer que jugó en el 2006 en la "México-America Soccer League" [cita requerida]